# Christian Ferdinand von Reiboldt
Christian Ferdinand von Reiboldt, auch von Reibold, († 2. Mai 1799) war ein kurfürstlich-sächsischer Amtshauptmann des Vogtländischen Kreises, Rittergutsbesitzer.

## Leben
Er stammte aus dem Adelsgeschlecht von Reibold, zu der auch der Gründer von Bad Reiboldsgrün gehörte, und schlug wie viele seiner Familienangehörigen eine Verwaltungslaufbahn im Dienst der Wettiner ein. Seine höchste Funktion war die eines Amtshauptmannes der Vogtländischen Kreises in der Amtsstadt Plauen. Ihm standen Leberecht Gottlob Metzsch auf Reichenbach und Christoph Wilhelm Ludwig Röder als Amtshauptleute zur Seite.
In der Journalgesellschaft in Leipzig war er Mitglied.

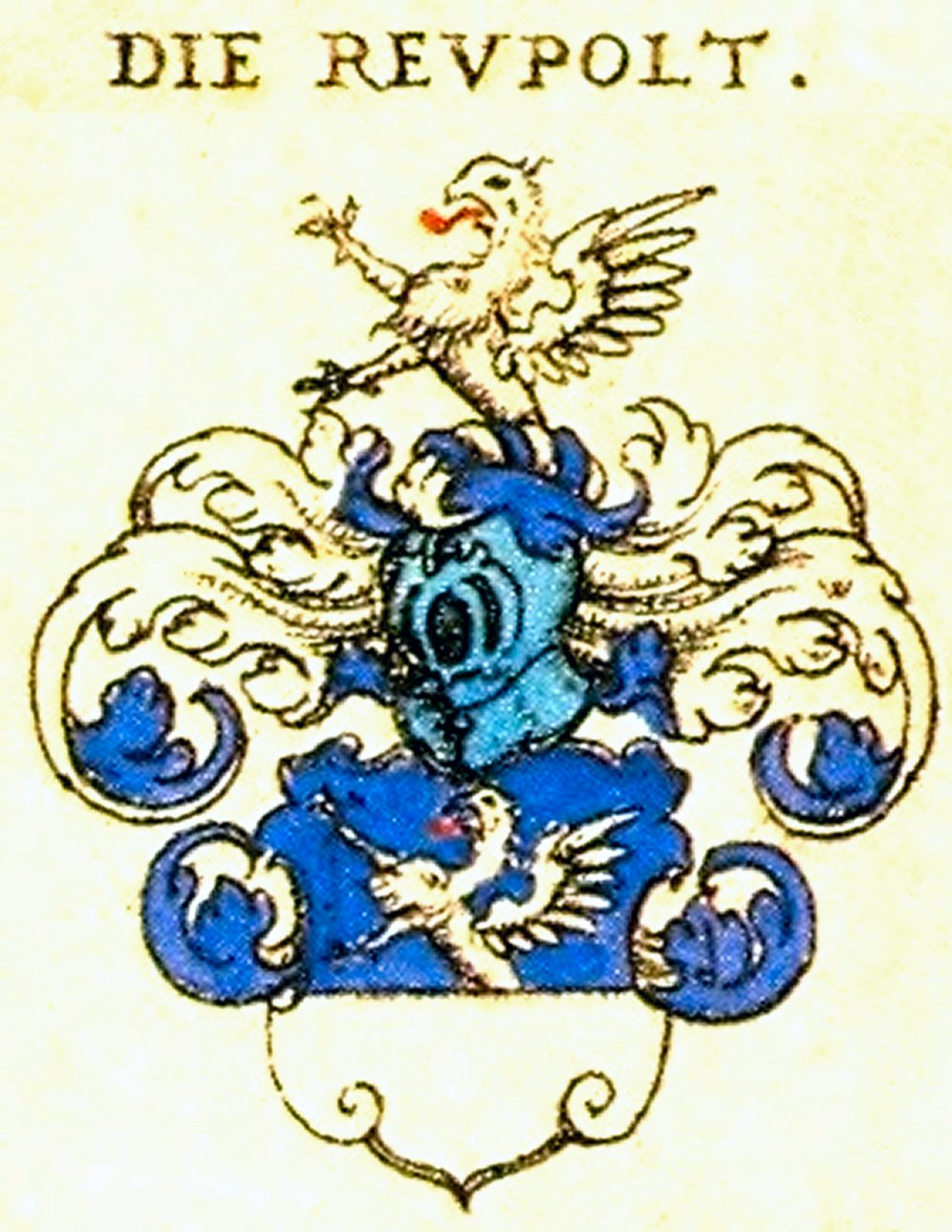
Wappen derer von Reibold („Reupolt“) in Johann Siebmachers Wappenbuch von 1605

Als Wappen und Siegel seiner Familie führte er im blau-silbern geteilten Schild den wachsenden Greif.
1799 wurde er von der Besitzerin des im Amt Bitterfeld gelegenen Rittergutes Renneritz, Louise Amalie von Böltzig geborene von Wuthenau als Mitbelehnter ihres Rittergutes eingesetzt. Christian Ferdinand von Reiboldt lebte zu diesem Zeitpunkt in Taltitz im sächsischen Vogtland. Nur wenige Wochen später starb er am 2. Mai 1799. Zu diesem Zeitpunkt waren seine drei Söhne noch minderjährig. Es handelte sich dabei um Ferdinand von Reiboldt (* 5. Februar 1786), Karl Friedrich von Reiboldt (* 5. Februar 1790) und Heinrich August von Reiboldt (* 30. November 1793). Als Lehnsvormund dieser drei unmündigen Geschwister wurde der Amtshauptmann George Friedrich von Watzdorf in Freiberg eingesetzt.
Ferdinand von Reiboldt wurde königlich-sächsischer Geheimer Finanzrat. Er kaufte im Jahre 1822 Spremberg und Neu-Salza 1822 von Auguste Charlotte von Schönberg. Während seiner Administration entfiel mit der Einführung der Allgemeinen Städteordnung vom 7. Februar 1833 im Königreich Sachsen das Vorrecht der Grundherrschaft, den Bürgermeister der Stadt Neu-Salza zu bestimmen. Während seiner Zeit ging auch die Patrimonialgerichtsbarkeit von Spremberg per Vertrag am 4. November 1840 an den Staat über.